# Hearst-Argyle Tower
Hearst-Argyle Tower – maszt radiowy w mieście Walnut Grove w stanie Kalifornia. Zbudowany w 1985 roku. Jego wysokość wynosi 609,6 metra.